# Espigas de un haz
Espigas de un haz es una obra de teatro de 1920 del dramaturgo José Rincón Lazcano.

## Descripción
La pieza, un drama en tres actos con un epílogo, fue estrenada la noche del 20 de marzo de 1890 en el Teatro de la Princesa de Madrid. La obra transcurre en una localidad ficticia de Castilla la Vieja, llamada Valdesancha. En Espigas de un haz, escrita por José Rincón Lazcano, Eduardo Gómez de Baquero echa de menos mayor carga dramática, mientras que Francisco Aznar Serrano la considera inferior a la obra previa de Rincón, La alcaldesa de Hontanares, opinión compartida por Arturo Mori, quien no cree a la primera «un buen drama».

## Personajes
Entre los personajes de Espigas de una haz, Gómez de Baquero comenta los siguientes en la actuación correspondiente al estreno:
| - Flora (Avelina Torres) - Marciana (Josefa Díaz de Artigas) - Andrés (Fernando Díaz de Mendoza) - Juan (Santiago Artigas) - Nieva (José Santiago) | - Dulcineo (José Capilla) - Marcos (Manuel Santander) - Germán (Mariano Díaz de Mendoza) - Antonia (Elena Salvador) - Pizca (María Hermosa). |